# Liudmila Rudenko
Liudmila Vladimirovna Rudenko (rus: Людми́ла Влади́мировна Руде́нко, ucraïnès: Людмила Володимирівна Руденко; 27 de juliol de 1904 – 4 de març de 1986) fou una jugadora d'escacs soviètica, la segona Campiona del món d'escacs, entre 1950 i 1953.
Obtingué de la FIDE els títols de Mestre Internacional (fou la primera dona a obtenir aquest títol) i el de Mestre Internacional Femení el 1950, i el de Gran Mestre Femení el 1976. El 1952 fou campiona femenina de la Unió Soviètica el 1952.

## Biografia
Nascuda a Lubny, a la regió ucraïnesa de Poltava, llavors dins l'Imperi Rus, el seu pare la va ensenyar a jugar als escacs a 10 anys, tot i que llavors el seu primer interès era la natació. Acabada l'escola, va anar a viure a Odessa on es va llicenciar en econòmiques. Rudenko va esdevenir la campiona d'Odessa de natació en els 400m braça. El 1925, era campiona ucraïnesa de l'especialitat, i els escacs romanien com una simple afició.

## Resultats destacats en competició
Rudenko va començar a jugar als escacs de competició el 1925 després que anés a viure a Moscou. el 1928, va guanyar el campionat de Moscou femení.
A continuació va anar a viure a Leningrad on es va casar amb el científic Lev Davidovitx Goldstein; el 1931 varen tenir un fill. A Leningrad el 1929 va començar a entrenar-se amb el Mestre Piotr Romanovski. Va guanyar el campionat femení de Leningrad tres cops, però no assoliria el cim dels escacs internacionals femenins fins que no va tenir al voltant de 40 anys.
Durant la II Guerra Mundial, Rudenko va organitzar un tren per evacuar nens del setge de Leningrad. Més tard descriuria aquest fet com la cosa més important que va arribar a fer en la seva vida. La campiona del món Vera Menchik va morir el 1944 durant un bombardeig aeri, i després de la guerra, l'hivern de 1949–1950 la FIDE va organitzar un torneig a Moscou per determinar la nova campiona del món femenina. Hi varen competir setze dones de dotze països, i les quatre soviètiques ocuparen les quatre primeres posicions. Rudenko va guanyar (amb nou victòries, una derrota, i cinc taules), i va mantenir el títol de campiona del món fins que el va perdre contra Ielizaveta Bíkova el 1953 en el següent cicle pel campionat del món, quan va perdre contra Bíkova per 6–8 (cinc victòries, set derrotes, i dues taules). Després de la guerra, els entrenadors de Rudenko foren Aleksandr Tóluix i Grigori Löwenfisch.

## Llegat
Se celebra un torneig d'escacs memorial dedicat a Liudmila Rudenko a Sant Petersburg.
Rudenko fou introduïda al World Chess Hall of Fame el 2015. Fou subjecte d'un Google Doodle en ocasió del 114è aniversari del seu naixement, el 27 de juliol de 2018.